# Inheritance (film, 2025)
Pour les articles homonymes, voir Inheritance.
Pour plus de détails, voir Fiche technique et Distribution.
Inheritance est un film américain réalisé par Neil Burger et dont la sortie est prévue en 2025.

## Synopsis
Ayant grandi sans son père Sam, Maya est aujourd'hui une femme ambitieuse, devenue avocate. Toute sa vie va cependant être remise en question quand son père réapparaît et qu'elle apprend que c'est un espion. Ce dernier va l'embarquer dans tout un tas de péripéties à travers le monde et dans une conspiration internationale.

## Fiche technique
Sauf indication contraire, les informations mentionnées dans cette section peuvent être confirmées par la base de données cinématographiques IMDb,  présente dans la section « Liens externes ».
- Titre original : Inheritance
- Réalisation : Neil Burger
- Scénario : Neil Burger et Olen Steinhauer
- Musique : Paul Leonard-Morgan
- Direction artistique : Saska Trivundza
- Décors : Tommaso Ortino
- Costumes : Stacy Jansen et Kriti Malhotra
- Photographie : Jackson Hunt
- Montage : Nick Carew
- Production : Neil Burger, Bill Block et Charles Miller
- Société de production : Miramax
- Société de distribution : IFC Films (États-Unis)
- Budget : N/A
- Pays de production :  États-Unis
- Langue originale : anglais
- Format : couleur - 1.78:1
- Genre : thriller, espionnage, action
- Dates de sortie[2] :
  - États-Unis : 24 janvier 2025 Date sujette à modification
- Classification[3] :
  - États-Unis : R

## Distribution
- Phoebe Dynevor : Maya
- Rhys Ifans : Sam
- Ciara Baxendale : Emily
- Kersti Bryan : Jess
- Daniel Joey Albright : US Customs Officer
- Byron Clohessy : Doug
- Majd Eid : Khalil Jamal
- Salim Siddiqui : Taxi Driver
- José Alvarez : Cashier
- Mitchell Hochman : Bartender

## Production
Neil Burger coécrit le script et Olen Steinhauer et officie comme réalisateur. Le film est produit par Bill Block, Neil Burger et Charles Miller.
Les rôles principaux sont tenus par Phoebe Dynevor, Rhys Ifans, Ciara Baxendale et Kersti Bryan.
Le tournage se déroule à New York, Delhi, Seoul et au Caire,.
Neil Burger, qui avait développé l'intrigue durant la Pandémie de Covid-19, a voulu tourner différemment et utiliser un iPhone. Il a voulu un « style de tournage expérimental » dans lequel il « n'y avait pas de temps d'attente pour les réglages de la caméra, pas de vérification du maquillage ou de répétitions. Nous arrivions sur place et filmions immédiatement autant que nous le pouvions dans le temps dont nous disposions. Cela nous a permis de voyager avec un équipage réduit,. »

## Sortie et accueil
La sortie américaine est fixée au 24 janvier 2025.